# St. Peter (Vilich)

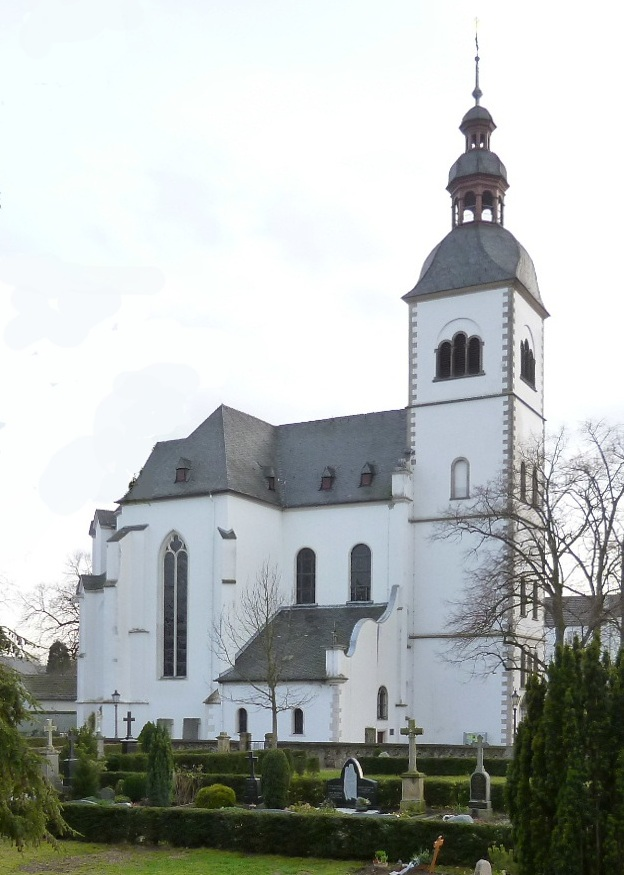
St. Peter in Bonn-Vilich

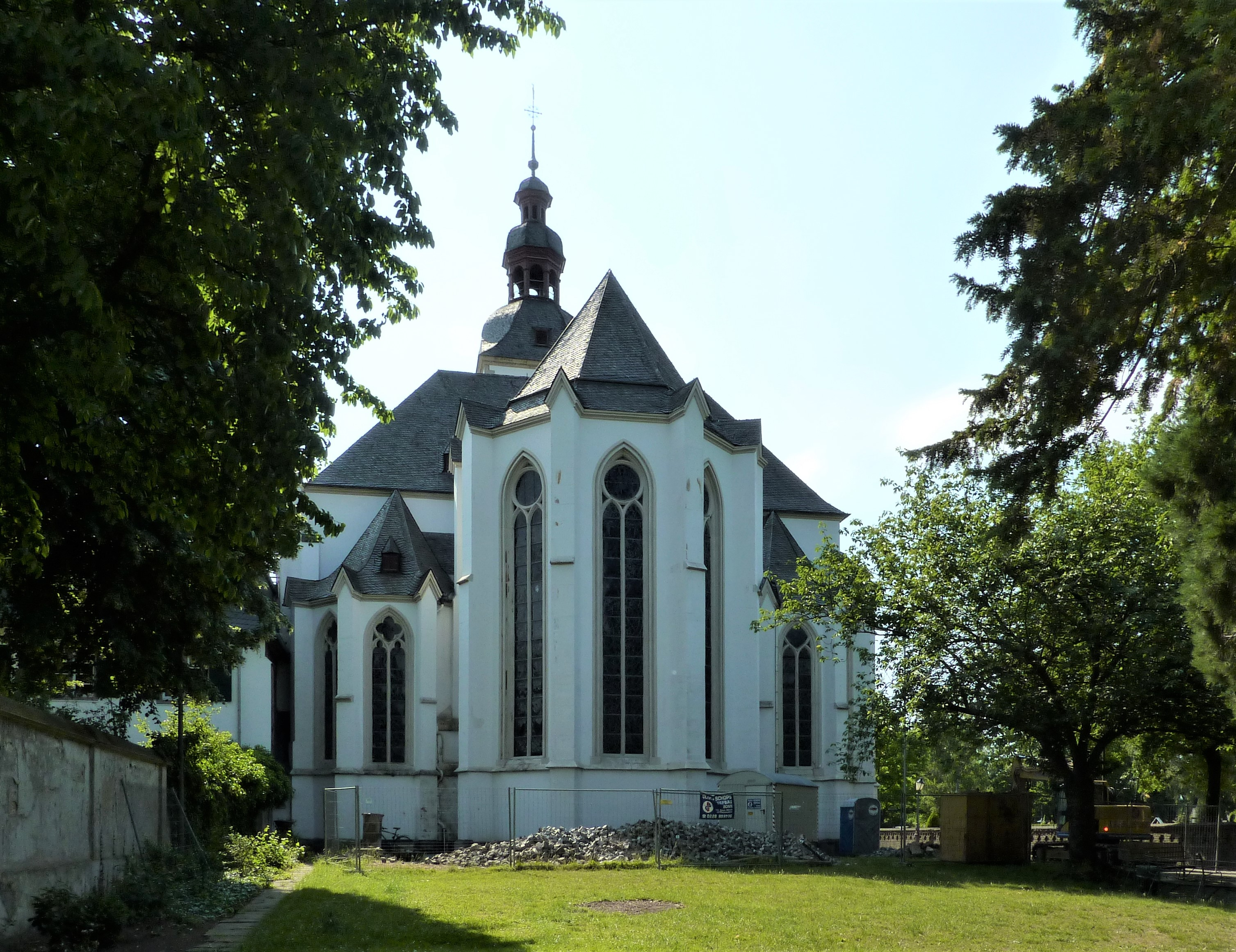
St. Peter, Blick zum Chor

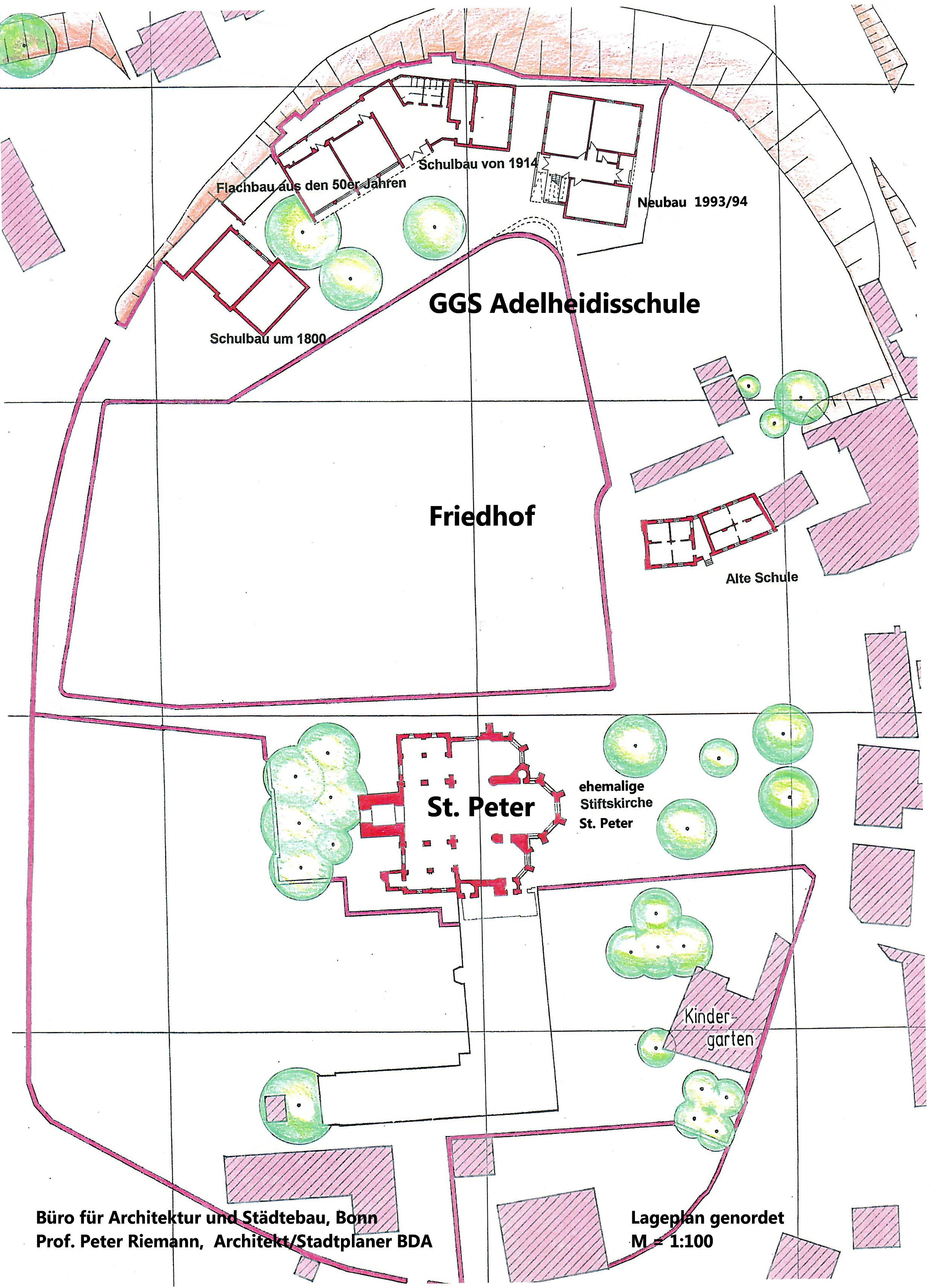
Lageplan der Immunität des ehemaligen Stiftes Bonn-Vilich

St. Peter ist die römisch-katholische Pfarrkirche im Bonner Stadtteil Vilich. Bis zur Aufhebung des ursprünglich benediktinischen Frauenklosters und seit 1488 freiadeligen weltlichen Stifts Vilich war sie Stiftskirche.

## Bauwerk

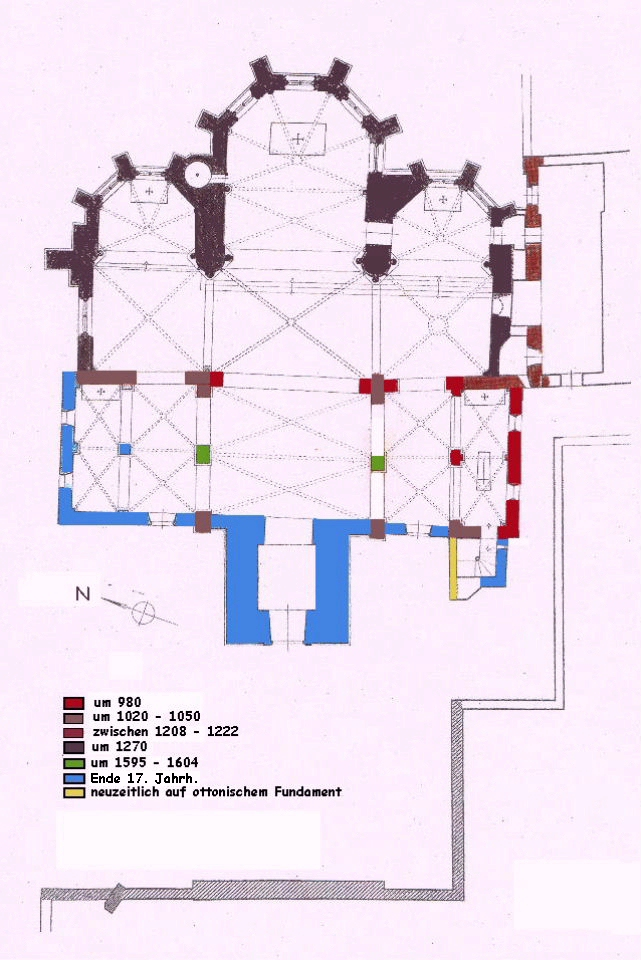
Grundriss

Die Vilicher Pfarrkirche St. Peter spiegelt in ihrer heutigen Gestalt die bewegte Geschichte des Gebäudes wider. Die beiden Joche des Langhauses mit ihren kantigen, strengen Pfeilern erinnern an die große dreischiffige Stifts- und Wallfahrtskirche St. Peter, die zwischen 1020 und 1050 am Ort zweier Vorgängerkirchen errichtet wurde. In ihrer ursprünglichen Form setzten sich die Pfeiler- und Bogenreihen nach Westen fort, bis an die Abschlussmauer des heutigen Kirchenvorplatzes. Diesem Großbau wurde 1208–1222 an der Südseite ein kleiner Chor – das Adelheidis-Chörchen – von Bauleuten angefügt, die vorher am Bonner Münster tätig waren.
Wenige Jahrzehnte später, als in Köln der Neubau des gotischen Doms begann, entstand um 1270/80 auch bei den Vilicher Stiftsdamen der Wunsch, ihre Kirche in gleicher Art durch Kölner Bauleute verschönern zu lassen. Dieser gotische Chorbau hat das Stift wirtschaftlich an den Rand der Existenz gebracht. Erst das Eingreifen des Kölner Erzbischofs rettete seinen Fortbestand.
Die Zerstörungen in den Kriegen des 16. und 17. Jahrhunderts führten um 1650 zum teilweisen Abbruch des Kirchenschiffs und dem Bau einer neuen Westwand für das verkürzte Langhaus. Vom ursprünglichen Langschiff blieben Reste als Gartenmauer erhalten. Kurz vor 1700 entstand im Bereich des ehemaligen Mittelschiffs der große Westturm, der bis heute das Wahrzeichen von Vilich ist. Die Gestalt, die die Kirche um 1700 erhalten hat, blieb auch nach den schweren Kriegsschäden vom 18. Oktober 1944 im Großen und Ganzen bis heute bewahrt. St. Peter ist als Baudenkmal in der Denkmalliste der Stadt Bonn (Nr. A 1291) eingetragen.
Seit der Aufhebung des freiadeligen weltlichen Stifts Vilich am 27. Februar 1804 dient die Kirche der Pfarrgemeinde als Gotteshaus.

## Ausstattung
Von der ursprünglichen Ausstattung blieb nur wenig übrig. Das älteste Stück, eine romanische Grabplatte, ist in dem rechten Seitenchor aufgestellt: eine sechsblättrige Pflanze, der Lebensbaum, trägt oben als Blüte das Kreuz. Vermutlich handelt es sich hier um den Grabstein der Äbtissin Elisabeth, der Erbauerin des Adelheidis-Chörchens.
Der romanisierende Taufstein stand ehemals in der benachbarten Pfarr- und Taufkirche St. Paulus und wurde erst nach deren Einsturz (1765) in der Stiftskirche aufgestellt. Ebenfalls im rechten Seitenchor befindet sich in einer Wandnische das älteste Vilicher Adelheidisreliquiar in Form einer Monstranz. Es handelt sich um eine spätgotische Goldschmiedearbeit, die im Rokoko restauriert wurde.
Zur Innenausstattung gehören mehrere Adelheidis-Porträts. Die Adelheidis-Reliquienbüste am Hauptaltar wurde „um 1650 von dem gelehrten Theologen Johannes Bollandus“ erwähnt. Die Liegefigur auf einem Sarkophag im Adelheidis-Chor stammt aus dem Barock. Sehr viel älter ist der Rotsteinsarg, auf dem die liegende Adelheidis ruht. Der Sarg wurde 1872 wiederentdeckt, erhoben und mit der Liegefigur verbunden. Die zahlreichen Glasfenster wurden 1959 bis 1966 von Walther Benner geschaffen.

### Orgel
Die Firma Rieger Orgelbau aus Schwarzach (Vorarlberg) erbaute das heutige Instrument der Stiftskirche. Die Disposition entstammt der Feder des damaligen Kölner Domorganisten Josef Zimmermann. Auf zwei Manuale und Pedal verteilen sich die 30 Register, welche mit elektrischer Traktur angesteuert werden. Die Spieltraktur ist hingegen mechanisch. Die beiden Zungen des Hauptwerkes sind als Horizontalzungen gebaut. Das Instrument wurde 1997/1998 durch die Firma Weimbs aus Hellenthal restauriert. Im Jahre 2008 erhielt die Orgel eine moderne Setzeranlage von der Firma Schulte (Kürten).
| I Hauptwerk  |       |
| Pommer       | 16′   |
| Principal    | 8′    |
| Rohrflöte    | 8′    |
| Octave       | 4′    |
| Koppelflöte  | 4′    |
| Nasat        | 2 ⁄3′ |
| Blockflöte   | 2′    |
| Mixtur IV-VI | 1 ⁄3′ |
| Trompete     | 8′    |
| Clairon      | 4′    |

| II Positiv  |        |
| Holzgedackt | 8′     |
| Quintade    | 8′     |
| Principal   | 4′     |
| Spitzflöte  | 4′     |
| Octave      | 2′     |
| Terz        | 1 3⁄5′ |
| Quintlein   | 1 ⁄3′  |
| Scharff IV  | 1′     |
| Cimbel III  | 1⁄4′   |
| Musette     | 16′    |
| Schalmei    | 8′     |
| Tremulant   |        |

| Pedal         |       |
| Principal     | 16′   |
| Subbass       | 16′   |
| Subbass       | 8′    |
| Gemshorn      | 8′    |
| Choralbass    | 4′    |
| Nachthorn     | 2′    |
| Hintersatz IV | 2 ⁄3′ |
| Posaune       | 16′   |
| Cornett       | 2′    |

- Koppeln:
  - Normalkoppeln: II/I, I/P, II/P als Wippen und Tritte
- Spielhilfen: Setzeranlage, Tutti, Auslöser

### Glocken

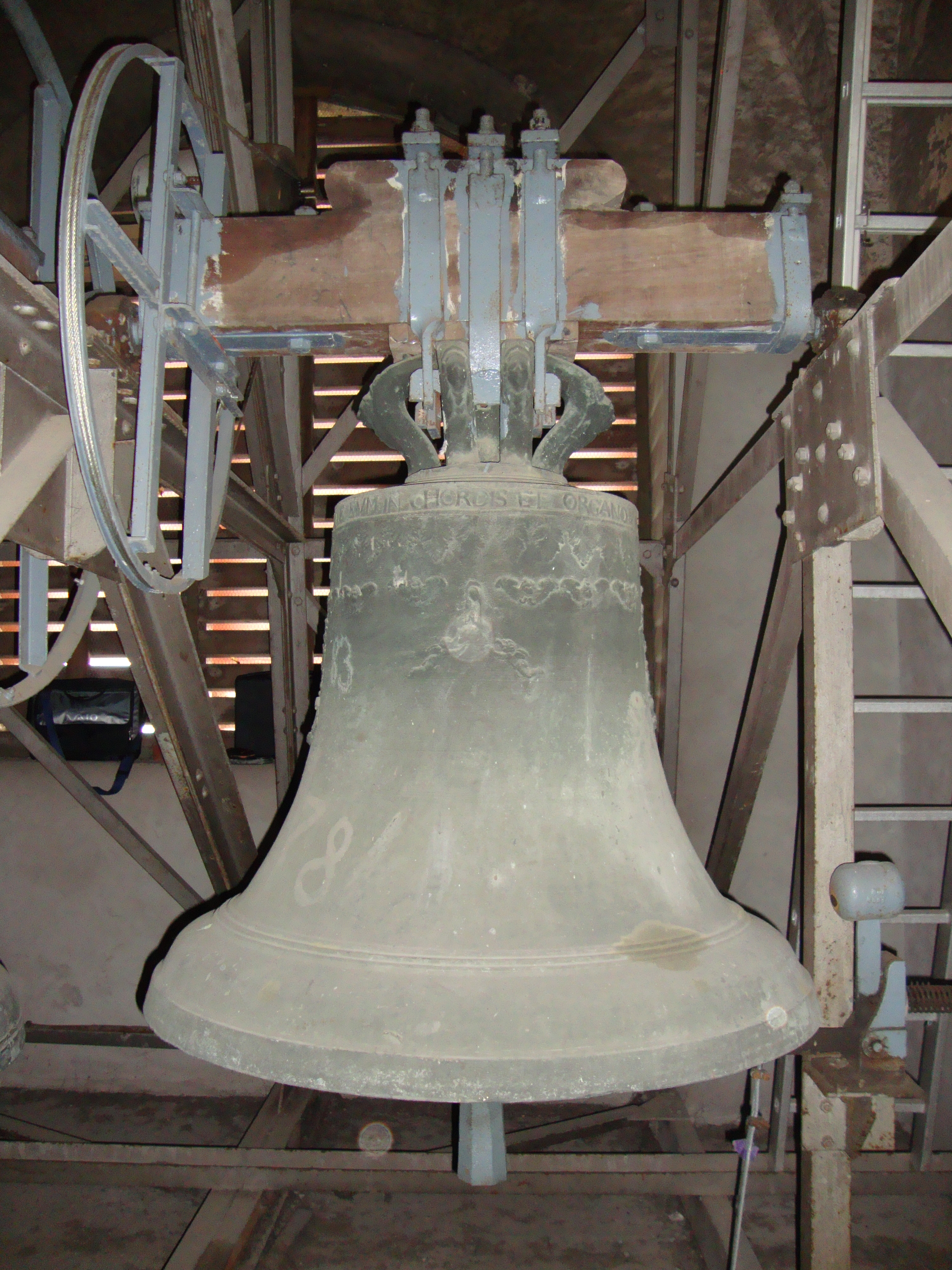
Glocke 2 von 1648

Der massive Turm trägt ein Ensemble aus vier Glocken, von denen die beiden größeren Instrumente Beachtung verlangen. Die große Glocke dürfte noch aus dem Vorgängerbau stammen. Wo sie bis zum Bau des heutigen Westturmes verblieb, ist nicht bekannt. Die Glocke wurde bereits zweimal geschweißt. Sie zeichnet sich durch ein eigenwillig herbes Klangbild aus. Die einzeilige Inschrift in gotischer Majuskel verläuft zwischen zwei Rundstegpaaren um die Schulter:
(†) IN HONORE SANCTE † MARGA[RE]TE † + + ANNO DOMINI MILESIMO C·C·C·C † TESIMO DVVO DECIMO † AVE MARIA GRACIA PLENA †
Die Glocke ist bis auf ein Stegbündel um den Wolm und zwei dünne Rundstege über der Schärfe zierlos. Als Gießer wird Meister Joiris angegeben.
Als der Zweite Weltkrieg das dreistimmige Vorgängergeläut aus den Jahren 1643, 1792 und 1808 vernichtete, gelangten als Ersatz eine Glocke aus dem benachbarten Geislar sowie eine sogenannte Leihglocke aus dem ehemaligen Ostpreußen auf den Turm. Letztere präsentiert sich in sehr schlanker Form, die an die Rippe sogenannter Zuckerhutglocken des 11. und 12. Jahrhunderts erinnert. Dementsprechend verhält sich auch ihr Teiltonaufbau: eine zur Quart vertiefte Prime und eine kleine Sext als Unterton. Ihre untersten drei Prinzipaltöne ergeben somit einen Quartsextakkord in as-Moll, der das Klangbild der Glocke maßgeblich prägt. Mit hoher Wahrscheinlichkeit geht diese Zuckerhutform auf eine Vorgängerglocke zurück, die der Gießer – Michael Dornmann – aufgegriffen hat. Andere Glocken der Barockzeit weisen für gewöhnlich eine nicht so streng von der damaligen Norm abweichende Form auf.
Die kleine Marienglocke stammt aus der Pfarrkirche zu Geislar. Im Jahre 1965 wurde eine eigens für die Kirche bestimmte Glocke gegossen.
| Nr. | Widmung       | Gussjahr | Gießer, Gussort                  | Durchmesser (mm) | Masse (kg) | Schlagton (HT-1/16) |
| 1   | Margarete     | 1412     | (Meister) Joiris, Metz(?)        | 1.270            | ≈1.400     | f1 0+5              |
| 2   | –             | 1648     | Michael Dornmann, Elbing         | 1.053            | ≈650       | as1 0+5             |
| 3   | Papst Pius X. | 1965     | Petit & Gebr. Edelbrock, Gescher | 840              | 370        | b1 0+3              |
| 4   | Maria         | 1930     | Petit & Gebr. Edelbrock, Gescher | 708              | 210        | des2 +2             |

## Inkorporierte Pfarrkirchen und Chorturmanlagen
Dem Stift Vilich inkorporiert waren mehrere Pfarrkirchen in der Umgebung, deren Geistliche zu bestimmten Aufgaben in der Stiftskirche St. Peter verpflichtet waren. Unmittelbar in der Stiftsimmunität befand sich die in einer Urkunde 1144 erstmals erwähnte Pfarrkirche St. Paulus, ein romanischer Sakralbau mit Ostturm und daran anschließender Apsis. Im Untergeschoss befand sich das Chorjoch der Kirche. Hierbei handelte es sich um einen sogenannten Chorturm. Dieser Bau, der 1765 durch ein Hochwasser einstürzte, sollte stilbildend für die anderen dem Stift Vilich inkorporierten Pfarrkirchen mit Chorturmanlagen werden, nämlich St. Gallus in Küdinghoven, St. Remigius in Königswinter, St. Cäcilia in Oberkassel, St. Michael in Niederdollendorf und St. Laurentius in Oberdollendorf.